# Dobrinka Tabakova
Dobrinka Tabakova (búlgar: Добринка Табакова)  (Plòvdiv, 1980) és una compositora britànic-búlgara.

## Biografia[1]

### Infantesa a Bulgària
Va néixer a Plovdiv, Bulgària, en una família de doctors i científics on tots estimaven la música. “El reproductor de vinils del meu avi i les cintes magnètiques del meu pare varen ser, probablement, les meues primeres trobades amb la música”.
Des de menuda ja anava a concerts de música clàssica, com per exemple els festivals d’òpera a l’aire lliure que feien cada estiu en un amfiteatre romà.
Als set anys va demanar als seus pares que li apuntaren a classes de piano, ja que tenia el costum de tocar d’oïda les melodies que escoltava. Tenia un mestre que li animava a tocar, i li deixava improvisar part de les obres del seu repertori quan no les havia estudiat.

### Trasllat a Londres
Quan es va mudar amb els seus pares a Londres en 1991, va continuar amb classes privades de piano. A més a més, en aquella època escrivia esbossos i improvisava més sovint. Va portar un parell de les seues composicions i va ser acceptada per estudiar composició a la Junior Academy.
No va tardar gaire en adonar-se que li atreia més la composició que la interpretació. En l’acadèmia on anava va vore un anunci sobre una competició de joves intèrprets a Viena, i va guanyar. Des d’aleshores rebia un butlletí amb cursos d’estiu per tot Europa. A més a més, als quinze anys va rebre una beca per anar al Centre Acanthes, a França, on Xenakis era el compositor convidat i Yvonne Loriod, la vídua de Messiaen, també donava classes.
Al tornar a Londres, va estar sis anys al Guildhall School of Music and Drama fent la carrera universitaria, màster i fellow. Els seus professors sigueren Simon Bainbridge, Andrew Schultz i Dianna Burrell. Va començar a organitzar els seus primers concerts. Allà va conèixer Maxim Rysanov, un altre estudiant amb qui va organitzar un concert per estrenar Pirin, una obra per viola sola que va escriure per ell. Ella comenta: “Podria escriure pràcticament qualsevol cosa i ell trobaria la forma de tocar-ho. (...) Max i jo treballarem conjuntament per desenvolupar idees (parla sobre el concert per viola i cordes). Per exemple, hi ha un passatge per la viola entre el segon i tercer moviment que utilitza una tècnica basada en sobretons, que he anomenat “l'efecte Max”, com ell ho va somniar.
A continuació es va treure el doctorat a King’s College London, baix la tutela de Rob Keeley. 
Les composicions de Tabakova ja s'han escoltat en la catedral Sant Pau de Londres, la Purcell Room i la Barbican, així com als festivals Cheltenham i Bath. També ha sigut compositora resident en el Festival de Música de Cambra d’Oxford, i algunes de les seues obres han sigut estrenades per intèrprets de gran renom, com el violista Maxim Rysanov, els violinistes Roman Mints i Janine Jansen i les violoncelistes Natalie Clein i Kristina Blaumane.

## Inspiració
Ligeti i Messiaen han sigut una font d’inspiració: “Vaig descobrir la seua música quan era adolescent. Les seues lluminoses i precioses expressions em van atraure cap a ells. També m’encantava la natura i els espais oberts, i deixar que aquest so, el de la natura, impregnara la meua escriptura. Quan escric per un lloc específic tracte d’imaginar com sonaria la música sobre aquest lloc.”
Al haver començat a formar-se a Bulgaria, va estar en contacte amb compositors con Bartók i Ligeti des de ben menuda. “Aquestes miniatures (les de Bartók) ressonaren amb mi en aquell moment i encara ho fan. El respecte de Bartók, i el sentiment i reinvenció de la música tradicional i el subseqüent desenvolupament de Ligeti en, per exemple, els seus estudis per piano, han sigut una de les meues majors inspiracions”.
Per altra banda, com a pianista, amplia el seu vocabulari de corda estudiant a Bach i Ysaÿe (d’entre altres).
Tabakova va afirmar en una entrevista que la bellesa és allò que més li aporta idees: “la bellesa, en tots els seus matisos- ja siga expressada a través de l’arquitectura, pintura, literatura, música, natura,... Compartir l’herència; ser testimoni de l’addició de noves joies al món és certament una major inspiració.

## Sobre el seu procés creatiu
Per a ella el més vital és persuadir els músics de l’importància de tocar música contemporània: “Els dona una aproximació fresca al repertori clàssic i a més dona a la nova música l’oportunitat d’assolir-se més.”
Sobre la utilització d'efectes sonors poc habituals: “Generalment no sóc fan d’utilitzar efectes a no ser que encaixe en el conjunt de la peça. De l’altra manera és un artifici i no ajudarà l'estructura de cap manera. Preferisc escriure peces acústiques, ja que m’agrada oferir als músics l’oportunitat de tocar una peça completament nova sense cap factor addicional al seu voltant. Diria que he triat la ruta més difícil, però fins ara estic contenta amb la peça”. (Parlant sobre Compass).
En quant a la seua forma de concebre les obres: “Trobe molt gratificant visualitzar imatges mentre escolte música. En el concerto (per viola i cordes) estic conscientment invitant l’audiència a escoltar el món sonor i a triar la seua pròpia història que acompanye la música.” “Valore molt el timbre i color, perquè és molt gratificant utilitzar-los bé compositivament. Potser el visual apareix al ser difícil parlar directament sobre música, i el món visual és una mica més tangible”. Però com la pintura, m’agradaria anar darrere de la forma, trobar què m’està dient, no només vore-ho com un groc que passa a ser taronja. Pot ser una transició bonica, però necessita alguna cosa que et guie a través d’aquest procés abstracte d’escoltar música, al menys una estructura, encara que no siga una història per se. En definitiva, efectivament m’agrada escriure música musical.”
Per altra banda, té la costum d’esbossar diàriament, i quan té una data de lliurament intensifica el seu treball. És un patró de treball que comparteix amb altres compositors amics seus.
Tabakova s'ha declarat a favor de les actuacions en viu per damunt de les gravacions: “Vaig créixer amb gravacions, però les escoltava i després anava als concerts. D’alguna manera, les gravacions sempre han format part del context musical per mi, que primer existeix en directe i després es documenta. Eren com concerts congelats. Representen un moment particular i sempre he estat intrigada per això. Potser sóc afortunada per estar al món de la música clàssica. En la música popular, fas una gravació per a que la gent escolte el que estàs fent. Però en la música clàssica, que està obsessionada amb les comissions i estrenes, publicar una gravació se sent més com fer un pas enrere i avaluar un llarg període de la teua vida- potser avaluar-se a un mateix una mica. És una posició molt privilegiada en la que estar”.
Sobre les opinions externes: “Vas a demanar perdó per destacar- o vas a dir: aquesta sóc jo. Vaig a absorbir els comentaris, el feedback, però vaig a seguir la meua intuïció”.
En relació al procés creatiu: ”Tocar el piano, cantar, compondre, tot això formen les capes del procés creatiu. Per suposat, tenir només això com a informació no és suficient. Necessites anar a concerts, a més d’estudiar les partitures.”

## Gravacions[1]
- Peces: Insight, Concerto for Cello & Strings, Frozen River Flows, Suite in Old Style, Such different paths String Paths Lithuanian Chamber Orchestra/ M. Rysanov, K.Blaumane, R. Mints, J. Jansen et al. ECM New Series
- Peces: PULSE, per gamelan, piano, percussió. New Music Biennial R. Hind, R. Uttley - piano, R. Benjafield, G. Barton - percussió, R. Camption I. Carré - gamelan NMC Records
- Peça: Spinning a Yarn per violí i zanfona. Dance of Shadows Roman Mints - violí/ zanfona Quartz Records
- Peça: Alma Redemptoris Mater per cor divisi SATB The Marian Collection Choir of Merton College, Oxford / dir. B. Nicholas Delphian Records
- Peça: Whispered Lullaby per viola i piano. Maxim Rysanov - viola; Evelyn Chang - piano Avie Records
- Peça: Schubert Arpeggione Sonata arr. cordes i viola. Schubert - Tchaikovsky - Bruch Maxim Rysanov; Swedish Chamber Orchestra/ director. Muhai Tang BIS Records
- Peces: Nocturne i Modetudes. Poets from the East Evelyn Chang - piano sol Avie Records
- Peça: Praise per cor i orgue. The English Anthem Vol.8 St. Paul's Cathedral Choir, dir. John Scott Hyperion Records
- Peça: Frozen River Flows per oboè i percussió. Frozen River Flows Janey Miller - oboè; Joby Bugess - percussió Oboe Classics
- Peça: Of the Sun Born per soprano i cor. World Sun Songs Riga Youth choir Kamer… dir. Māris Sirmais
- Peça: Diptych per orgue sol. Animal Parade William Saunders - orgue Regent records
- Peça: Lydian River Spectrum per violí. Alexandra Wood - violí; Thalia Myers - piano Spectrum Series, ABRSM

## Catàleg[7]
| Període                                 | Títol                                                         | Instrumentació | Durada                                  |
| OBRES PER A ORQUESTRA DE CORDA/ENSEMBLE | OBRES PER A ORQUESTRA DE CORDA/ENSEMBLE                       | OBRES PER A ORQUESTRA DE CORDA/ENSEMBLE | OBRES PER A ORQUESTRA DE CORDA/ENSEMBLE |
| --------------------------------------- | ------------------------------------------------------------- | --- | --------------------------------------- |
| 2021                                    | The Patience of Trees                                         | Violí sol, 1 percussionista, cordes (6.5.4.4.2) | 20 min                                  |
| 2017                                    | Together Remember to Dance                                    | 2 pianos, ⅔ percussionistes, cordes (6.5.4.4.2) | 18 min                                  |
| 2013                                    | Fantasy Homage to Schubert                                    | Cordes mínimes (8.6.4.4.2) | 14 min                                  |
| 2008                                    | Such Different Paths                                          | Septet de cordes (2.2.2.1) | 15 min                                  |
| 2007-2009                               | Sun Triptych (Dawn-Day-Dusk)                                  | Violí i violoncel sols amb cordes (6.5.4.4.2) | 15 min                                  |
| 2007                                    | Dawn                                                          | Violí i violoncel sols amb cordes (6.5.4.4.2) | 7 min                                   |
| 2008                                    | Concerto for Cello and Strings                                | Violoncel sol i cordes (6.5.4.4.2) | 20 min                                  |
| 2006                                    | Suite in Old Style                                            | Violí sol, clavecí i cordes (6.5.4.4.2) | 17 min                                  |
| 2004                                    | Bell Tower in the Clouds                                      | Quartet de corda i orquestra de corda (6.5.4.4.2) | 10 min                                  |
| 2004                                    | Concerto for Viola and Strings                                | Viola sola i cordes (6.5.4.4.2) | 20 min                                  |
| OBRES PER ORQUESTRA (I SOLISTA)         |                                                               | |                                         |
| 2020                                    | Pacific                                                       | 2222 433 3 percussió, arpa, piano, cordes | 10 min                                  |
| 2019                                    | Timber & Steel                                                | 2222 433 3 percussió, arpa, piano, cordes | 10 min                                  |
| 2018                                    | Tectonic                                                      | 2222 433 3 percussió, arpa, piano, cordes | 10 min                                  |
| 2017                                    | Orpheus' Comet                                                | 2222 433 3 percussió, cordes | 5 min                                   |
| 2015                                    | The High Line                                                 | Violí sol i fliscorn, orquestra de cambra, 1111 1000 percussió, cordes                                                                                    | 15 min                                  |
| 2009                                    | On the South Downs                                            | Violoncel sol, 2222 2220 percussió, arpa (o piano), cordes- mín. 6, 5, 4, 4, 2                                                                            | 16 min                                  |
| 2006/07                                 | Sonnets to Sundry Notes of Music                              | Soprano sol i quintet de vent, trompeta, percussió, arpa, cordes- mín. 6, 5, 4, 4, 2                                                                      | 18 min                                  |
| OBRES DE STAGE & MULTIMEDIA             |                                                               | |                                         |
| 2013                                    | PULSE                                                         | 2 percussió, piano a 4 mans, 2 gamelans i pel·lícula | 12 min                                  |
| 2013                                    | Chinese New Year Dance                                        | Adaptació d'El carnaval dels animals de Saint-Saens per l’any nou xinès                                                                                   | 25 min                                  |
| 2003                                    | Custard Tart Opera                                            | Soprano sol, ensembre: 2 gravadores, trombó, percussió, quartet de corda                                                                                  | 15 min                                  |
| 2000/01                                 | Midsummer Magic                                               | Repartiment: Nen (soprano sol); 2 lluernes (sopranos); Sombres (6 sopranos, 4 mezzos, 2 tenors, 3 baixos/Ensemble: clarinet, percussió, piano, violoncel) | 35 min                                  |
| ARRANJAMENTS                            |                                                               | |                                         |
| 2013                                    | Der Leiermann, de Winterreise de Schubert                     | Orquestra de cordes i viola sola | 4 min                                   |
| 2011                                    | Fantasia en fa menor de Schubert                              | Nonet de corda o orquestra de corda | 25 min                                  |
| 2004                                    | Sonata Arpeggione de Schubert                                 | Viola sola i orquestra de corda | 24 min                                  |
| OBRES DE CAMBRA/ENSEMBLE                |                                                               | |                                         |
| 2019                                    | The smile of the flamboyant wings                             | Quartet de corda | 8 min                                   |
| 2019                                    | Highland Pastorale                                            | Quartet de corda | 5 min                                   |
| 2014                                    | Organum light                                                 | Quartet de corda (2210) | 5 min                                   |
| 2012                                    | On Colour                                                     | Quintet de vent i quartet de corda | 12 min                                  |
| 2011                                    | Goldberg Gymnopedie                                           | Trio de corda i piano | 2 min                                   |
| 2010                                    | The welcoming of spring                                       | 3 gamelan i 1 percussionista | 7 min                                   |
| 2007                                    | Moreni                                                        | Oboè (o clarinet), quartet de corda, piano | 12 min                                  |
| 2005                                    | Frozen River Flows                                            | Violí, acordió, baix (transc.) | 6 min                                   |
| 2004                                    | On a bench in the shade                                       | Quartet de corda | 7 min                                   |
| 2002                                    | Origami                                                       | Flauta, clarinet, fagot, 2 percussionistes, arpa, guitarra (o teclat), teclat, baix                                                                       | 6 min                                   |
| 2002                                    | Insight                                                       | Trio de corda | 10 min                                  |
| 1999                                    | In Focus                                                      | Quintet de vent, trompeta, trombó, percussió, piano i quintet de corda (trans. flauta, 2 clarinets, fagot, 2 percussionistes, guitarra, viola, violoncel) | 7 min                                   |
| 1998                                    | Three sketches for wind quintet                               | Quintet de vent | 10 min                                  |
| OBRES PER SOLISTA O DUO INSTRUMENTAL    |                                                               | |                                         |
| 2020                                    | Simple Prayer for Complex Times                               | Piano sol | 8 min                                   |
| 2020                                    | Desert swimmers                                               | Percussió/multitrack | 5 min                                   |
| 2020                                    | Stella Coeli                                                  | Vibrafon sol/multitrack | 3 min                                   |
| 2014                                    | Through the cold smoke/ През студения дим                     | Violí i piano | 14 min                                  |
| 2011                                    | Spinning a yarn                                               | Violí i zanfona | 7 min                                   |
| 2009                                    | Diptych                                                       | Orgue sol | 6 min                                   |
| 2010                                    | Compass                                                       | Guitarra sola | 14 min                                  |
| 2008                                    | Nocturne                                                      | Piano sol | 3 min                                   |
| 2008                                    | Suite in Jazz Style                                           | Viola i piano | 14 min                                  |
| 2007                                    | Lydian River                                                  | Violí i piano | 3 min                                   |
| 2007                                    | Whispered Lullaby                                             | Viola i piano (Trans. violí i piano) | 5 min                                   |
| 2005                                    | Frozen River Flows                                            | Percussió i oboè (trans. per clarinet o flauta) | 6 min                                   |
| 2003                                    | What Strikes the Clocke...?                                   | Percussió i piano | 8 min                                   |
| 2003                                    | Midnight                                                      | Piano sol | 6 min                                   |
| 2003                                    | Dancing on cobbled streets                                    | Violí i piano | 6 min                                   |
| 2000                                    | Rhodopa                                                       | Violí i piano | 6 min                                   |
| 2000                                    | Pirin                                                         | Viola sola (trans. violoncel o violí sol) | 6 min                                   |
| 1999                                    | Halo                                                          | Piano sol | 10 min                                  |
| 1999                                    | Urban Folk                                                    | 2 percussionistes | 5 min                                   |
| 1998                                    | Modetudes                                                     | Piano sol | 10 min                                  |
| 1994                                    | Priere                                                        | Violí i piano | 5 min                                   |
| OBRES CORALS/VOCALS                     |                                                               | |                                         |
| 2019                                    | I will be with thee                                           | SATB cor i orgue | 5 min                                   |
| 2018                                    | Kynance Cove                                                  | SATB cor 2222 2220 percussió arpa cordes | 12 min                                  |
| 2017                                    | Truro Canticles (Magnificat & Ninc dimittis (with Salva nos)) | SATB cor i orgue | 10 min                                  |
| 2016                                    | Of a rose sing we                                             | SSATB cor i orgue | 5 min                                   |
| 2016                                    | Immortal Shakespeare                                          | SATB cor 1111 1100 arpa percussió cordes (65442) | 40 min                                  |
| 2014                                    | Alma Redemptoris Mater                                        | SATB cor divisi | 6 min                                   |
| 2013                                    | Einstein considered light                                     | A capella ATTTB | 6 min                                   |
| 2012                                    | Centuries of Meditations                                      | SATB cor, arpa/piano i cordes 65442 | 20 min                                  |
| 2011                                    | Звездна нощ (Zvezdna Nosht)                                   | Soprano, violí i cordes (65442) | 7 min                                   |
| 2011                                    | Syng, hevin imperiall                                         | SATB cor i orgue | 7 min                                   |
| 2008                                    | Of the Sun Born                                               | Soprano solo i SSAATTBB cor | 5 min                                   |
| 2008                                    | Тропар на Св.Иван Рилски (St. John of Rila Troparion)         | SATB cor | 2 min                                   |
| 2002                                    | Jubilate Deo                                                  | SSAA cor i orgue | 6 min                                   |
| 2002                                    | Praise                                                        | SSAATTBB cor i orgue | 6 min                                   |
| 2001                                    | Свете Тихий (Calm Light)                                      | SSAATTBB cor | 10 min                                  |